# Jean-Michel Avril
Pour les articles homonymes, voir Avril.
Jean-Michel Avril, né le 14 février 1953, à Neufchâtel-en-Bray en Seine-Maritime, est un coureur cycliste français, actif des années 1970 à 1990.

## Biographie
Jean-Michel Avril commence le cyclisme en 1967 à l'ES Aumale. Il évolue ensuite à l'AVC Neufchatel-en-Bray, au VC Pont-Audemer puis au VC Barentin, où il termine sa carrière en 1990. Ancienne figure du cyclisme normand, il compte près de 400 victoires à son palmarès. Il a également été sélectionné en équipe de France amateurs. Son fils Jean-Christophe a lui aussi pratiqué ce sport au niveau amateur. 
Une fois retiré des compétitions, il travaille comme commerçant sur ses terres natales,. En 2018, il parcourt la distance Élancourt-Sanremo en vélo, soit un périple de plus 1 000 kilomètres, en compagnie de son fils Jean-Christophe.

## Palmarès
- 1970
  - 2e du championnat de France sur route juniors
- 1972
  - Maillot des Jeunes
- 1973
  - 2e de Rouen-Gisors
- 1975
  - Rouen-Gisors
  - 2e du Tour d'Ille-et-Vilaine
  - 3e de la Flèche d'or (avec Jean-Marie Vasseur)
- 1976
  - 3e étape du Tour d'Armor
  - Grand Prix des Flandres françaises
  - Tour du Pays d'Auge
  - 3e du Tour d'Armor
  - 3e du Tour de Guadeloupe
- 1977
  - Poly Nordiste
- 1978
  - Champion de Normandie sur route
  - Grand Prix des Flandres françaises
  - Une étape du Circuit des Ardennes
  - 2e du Circuit du Roumois
  - 2e du Circuit de la Vallée de l'Aa
- 1979
  - Tour du Pays d'Auge
  - Grand Prix de Guerville
  - 2e du championnat de Normandie sur route
  - 2e du Circuit des Remparts
- 1980
  - Grand Prix de Saint-Hilaire-du-Harcouët
  - 2e du Circuit des Remparts
- 1981
  - Circuit des Remparts
  - Rouen-Gisors
  - 2e du Grand Prix des Marbriers
  - 2e du Grand Prix de Monpazier
- 1982
  - Grand Prix de Saint-Souplet
  - Rouen-Gisors
  - 3e du Circuit des Remparts
- 1983
  - Prix de la Saint-Laurent
  - Grand Prix de Blangy
- 1984
  - 2e du Tour de la Porte Océane
  - 2e du Grand Prix de Blangy
- 1987
  - Grand Prix de Luneray
- 1988
  - Champion de Normandie sur route
  - 3e du Trio normand
- 1989
  - Paris-Tergnier
  - 2e du Grand Prix de Luneray
  - 2e de Rouen-Gisors
- 1990
  - 3e du Circuit du Roumois
  - 3e du Prix Albert-Gagnet